# De travle kvinder - landsbyliv i Kenya
De travle kvinder er en dansk dokumentarfilm fra 1991, der er instrueret af Kristian Paludan.

## Handling
Denne artikel mangler et handlingsreferat. Hjælp os med at skrive det.